# Alphonse Trent
Alphonse "Alphonso" Trent (24 de octubre de 1902 - 14 de octubre de 1959) fue un pianista de jazz y líder de una banda territorial estadounidense.

## Primeros años de vida
Nació en Fort Smith, Arkansas el 24 de octubre de 1902.   Tocó el piano desde niño y trabajó en bandas locales en Arkansas durante su juventud. 

## Vida posterior y carrera
Dirigió su primera banda a mediados de la década de 1920, posiblemente ya en 1923.  En 1924 tocó con Synco Six de Eugene Cook, y luego asumió el liderazgo de la banda, que tocó hasta 1934, tocando principalmente en el sur y el medio oeste de Estados Unidos, así como en barcos de vapor.  A pesar del éxito en Nueva York alrededor de 1930, Trent decidió no trabajar más en la costa este. 
Dejó la música a mediados de la década de 1930, pero regresó con otra banda en 1938.  Sus acompañantes incluyeron a Terrence Holder, Alex Hill, Stuff Smith, Snub Mosley, Charlie Christian, Sweets Edison, Mouse Randolph y Peanuts Holland.  Como líder, registró sólo ocho bandos: cuatro en 1928, dos en 1930 y dos en 1933.   Murió en Fort Smith el 14 de octubre de 1959. 

Su pequeño legado grabado lo ha convertido en una figura un tanto oscura hoy en día, pero la sofisticación de sus arreglos y la precisión con la que fueron ejecutados inspiraron asombro en sus contemporáneos  - uno de ellos, Budd Johnson (citado por Gunther Schuller a través de The Jazz Review). fijado:
Déjame contarte sobre Trent... Eran dioses allá por los años veinte, al igual que Basie, sólo que muchos años antes que él... No trabajaban más que en los hoteles más grandes y mejores del sur... Estaban años adelantados a su tiempo. 